# Timoteï Potisek
Pour les articles homonymes, voir Potisek.
Timoteï Potisek est un pilote français d' enduro et de moto-cross, né le 26 décembre 1983 à Saint-Pol-sur-Mer et mort le 10 novembre 2009 à Lille.

## Biographie
Timoteï Potisek fait ses débuts à l'Enduro du Touquet en 1998, à l'âge de 14 ans, année où il termine à la 41e place du classement scratch, terminant à la première place en 125 cm3.
Il remporte sa première victoire sur les plages du Touquet en 2006. Puis, pendant deux saisons, la victoire revient à son grand rival Arnaud Demeester. La victoire de celui-ci en 2008 est mal vécue par Timoteï Potisek. Après une chute lors du quatrième tour, Timotei Potisek effectue une longue remontée qui lui permet de revenir au niveau de son adversaire dans le dernier tour. Les deux concurrents échangent tour à tour leur position avant que Demeester passe Potisek à l'intérieur d'un virage dans une manœuvre identique à un block-pass en supercross. Potisek chute et laisse son rival remporter son septième titre.
La revanche prévue lors de l'édition 2009 tourne court lorsque le tenant du titre doit abandonner, victime d'une défaillance mécanique en fin de course. Timoteï Potisek remporte la course. Son cousin Milko Potisek termine à la septième place tandis que son frère jumeau Mateï Potisek termine dixième.
À la suite d'une lourde chute à l'entraînement, le 6 novembre de la même année, sur le terrain de Loon-Plage, Timoteï meurt le 10 novembre 2009 au CHU de Lille,.

## Palmarès
Il a remporté à deux reprises l'Enduropale du Touquet en 2006 et 2009.